# Out of Asia-theorie

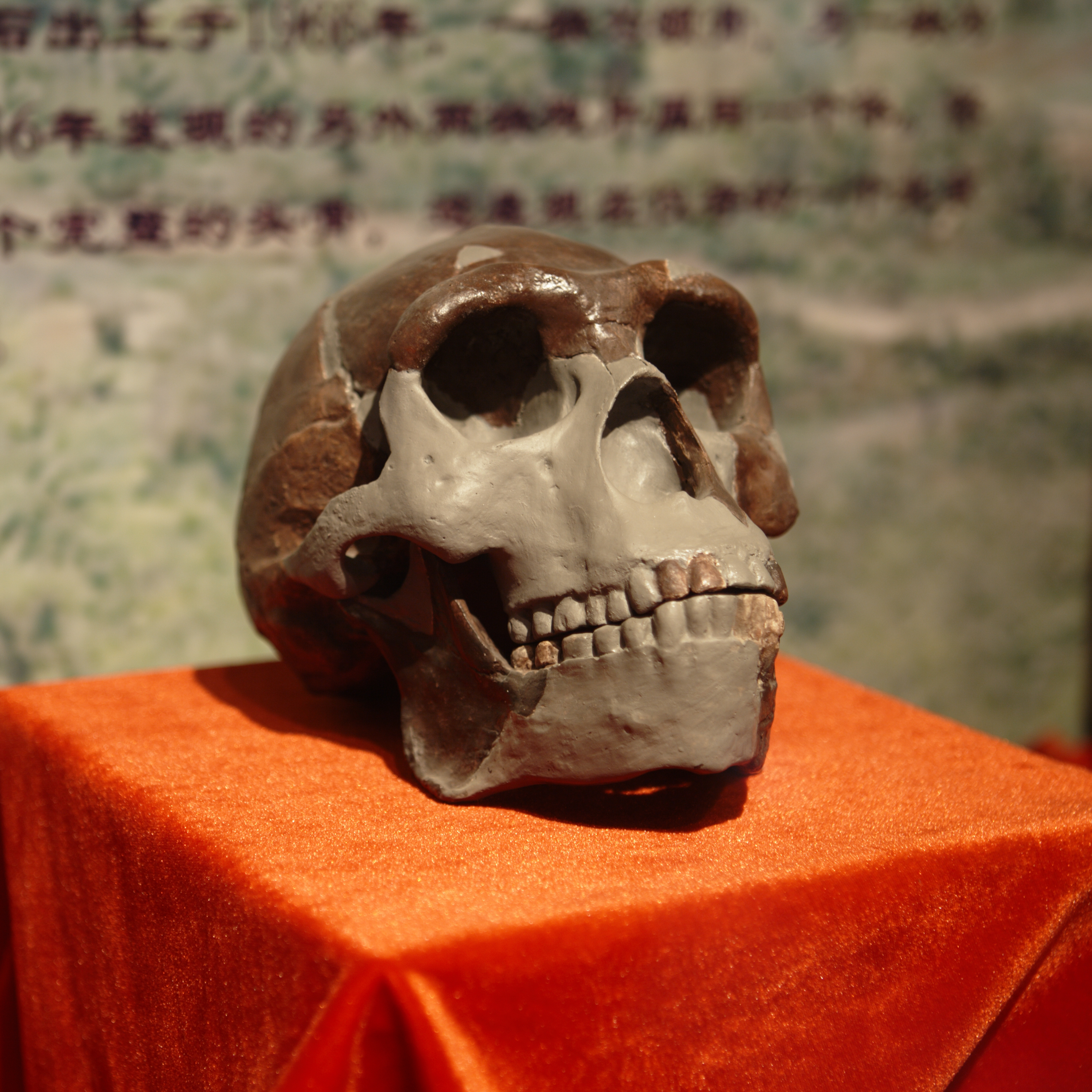
Replica van de schedel van Homo erectus ("Peking man"), China.

De Out of Asia-theorie was een wetenschappelijke theorie, volgens welke de moderne mens voor het eerst in Azië verscheen. De recente 'Afrikaanse herkomst van moderne mensen theorie' ('Out of Africa-hypothese') wordt door beschikbare data beter ondersteund.

## Geschiedenis

### Charles Darwin
Met de opkomst van de evolutietheorie van Charles Darwin waren steeds meer wetenschappers ervan overtuigd dat de missing link tussen de moderne mens en aapachtige voorouder in Azië moest worden gevonden, ondanks het feit dat Darwin zelf Afrika op het oog had.
Ernst Haeckel, Eugene Dubois, Henry Fairfield Osborn en Roy Chapman Andrews (die reizen ondernam naar de Gobiwoestijn en er dinosauruseieren ontdekte) dachten allemaal dat Azië de plek was waar de belangrijkste gebeurtenissen van de evolutie zich voordeden.

### Ernst Haeckel
Ernst Haeckel, de Duitse evolutiebioloog, geloofde dat Hindoestan (Zuid-Azië) de plek was waar de eerste mensen zich ontwikkelden. Hij wees Darwins hypothese van Afrika af. Later beweerde Haeckel dat de missing link op het verloren continent Lemurië in de Indische Oceaan moest worden gevonden. Volgens hem was Lemurië de bakermat van de eerste mensen en Azië het thuisland van de vroegste primaten en dus was Azië de wieg van de menselijke evolutie. Volgens Haeckel verbond Lemurië Azië met Afrika, wat de migratie van mensen naar de rest van de wereld mogelijk maakte.

### Eugene Dubois
Eugene Dubois, een Nederlandse paleoantropoloog en voorstander van de out of Asia theorie, ontdekte de menselijke overblijfselen van Homo erectus in Java in 1891 in Indonesië, de Java man. De vondst van de Peking man overtuigde antropologen tot in de jaren 1930 ervan dat Azië de bakermat was van de menselijke soorten.

### William Boyd Dawkins
William Boyd Dawkins schreef dat de tropische regio van Azië 'de waarschijnlijke geboorteplek van het menselijke ras' is.

### Alfred Cort Haddon
De Britse antropoloog Alfred Cort Haddon schreef: 'Er is reden om aan te nemen dat de mensheid niet uit Afrika stamt, maar dat alle grote rassen in dat continent daar kwamen vanuit zuidelijk Azië.

### Roy Chapman Andrews en Henry Fairfield Osborn
In de jaren 1920 kwamen de 'Centraal Aziatische expedities' op gang. Roy Chapman Andrews leidde de expeditie, die delen van Centraal Azië, waaronder China en Mongolië, bezocht, op zoek naar de herkomst van de mensheid.
De onderzoeker Roy Chapman Andrews leidde, samen met Henry Fairfield Osborn, verschillende expedities naar Noord-China en Mongolië van 1922 tot 1928, de 'Centraal Aziatische expedities'. Andrews schreef The New Conquest of Central Asia en On the Trail of the Ancient Man (1926). In het voorwoord van het laatstgenoemde boek noteerde Henry Fairfield Osborn dat de geboorteplaats van de moderne mens gevonden zou worden in Azië en dat hij dat al decennia vóór de Aziatische expedities had voorspeld.
Henry Fairfield Osborn was het meest bekend om zijn Dawn Man theory, volgens welke de bakermat van de mensheid in Tibet en Mongolië moest worden gezocht.

### William Diller Matthew
William Diller Matthew, die ook deelnam aan de expedities, was een groot voorstander van de theorie. Hij schreef in 1915 het invloedrijke artikel Climate and evolution (klimaat en evolutie). Volgens hem bepaalde klimaatverandering waar organismen kwamen te leven en we ze tegenwoordig tegenkomen, in tegenstelling tot de theorie van continentverschuiving. Volgens Matthew zorgden cyclische veranderingen in het wereldomvattende klimaat, samen met de tendens van zoogdieren om zich van noord naar zuid te verspreiden, voor de geografische patronen van levende zoogdieren. Volgens hem kwamen mensen en andere groepen zoogdieren voor het eerst op in noordelijke gebieden van de wereld, vooral in Centraal Azië, vanwege het veranderende klimaat. Centraal Azië zag Matthew als menselijke bakermat en met name de plateaus van Tibet zag hij als oergrond voor de evolutie van zoogdieren.

### Andersson, Zdansky en Granger
Paleontologen die geloofden dat de mensen uit Azië kwamen zijn onder meer Johan Gunnar Andersson, Otto Zdansky en Walter Willis Granger. Zij bezochten China en groeven in de sites van Zhoukoudian, waar de Peking man opdook.

### Davidson Black
Meer fondsen voor de opgravingen in Zhoukoudian werden geworven door Davidson Black, groot voorstander van de out of Asia theorie.
Davidson Black schreef in 1925 Asia and the dispersal of primates. Volgens hem kon de plaats van oorsprong gevonden worden in Tibet, Brits India, de Yung-Ling en het Tarim Basin van China. Later in 1934 zag hij Oost-Azië als bakermat.

### William King Gregory
Ook volgens William King Gregory was de Tarimwoestijn de meest waarschijnlijke plaats waar de mensheid begon.

### G. H. R. von Koenigswald
G. H. R. von Koenigswald, die de eerste tand van Gigantopithecus vond in Hong Kong in 1935, bleef de out of Asia theorie ondersteunen.

## Verval
Een van de redenen van het verval van de theorie was dat Franz Weidenreich de Azië hypothese versmolt met de multiregionale herkomst van moderne mensen, waarmee hij met andere gebieden de theorie uitbreidde.
De vondst van fossielen als de Dryopithecus en Ramapithecus in Eurazië gaven de laatste ondersteuning aan de Out of Asia theorie tot de vroege jaren 1980. Jia Lanpo was een van de laatste voorstanders. Volgens Lanpo (gestorven 2001) stond in Zuidwest-China de wieg van de mensheid.
Volgens Sigrid Schmalzers The People's Peking man  zijn de enige overgebleven voorstanders van de Out of Asia theorie diep geworteld in Chinees nationalisme.